# Judge Reinhold
Pour les articles homonymes, voir Reinhold.
Edward Reinhold Jr., dit  Judge Reinhold, est un acteur américain, né le 21 mai 1957 à Wilmington (Delaware).
Il est surtout connu pour son travail dans certains films hollywoodiens des années 1980. Il a joué dans plusieurs films populaires tels que Les Bleus (1981), Ça chauffe au lycée Ridgemont (1982), Gremlins (1984) et Y a-t-il quelqu'un pour tuer ma femme ? (1986). Il a joué dans tous les films des franchises Le Flic de Beverly Hills (1984, 1987, 1994 et 2024) et Super Noël (1994, 2002 et 2006).

## Biographie

### Enfance
Edward Ernest Reinhold, Jr. est né à Wilmington, Delaware, fils de Regina Celeste (née Fleming; née en 1923) et d'Edward Ernest Reinhold (1907-1977), avocat plaidant. Il a grandi à Fredericksburg, en Virginie et a fréquenté le lycée Alexis I. duPont jusqu'à ce que sa famille déménage dans le comté de Martin, en Floride, avant sa première année au lycée. Il a fréquenté le Mary Washington College et le Palm Beach Community College. Son grand-père maternel était originaire du comté de Meath, en Irlande.

### Carrière

#### Premiers rôles
Son premier film est Les Marais de la mort (Running Scared) de Paul Glickler, dans le rôle de Leroy Beecher en 1980. Puis il a joué un second rôle dans la comédie Stripes (1981), qui a été un grand succès. Il était l'un des nombreux comédiens du film Pandemonium (1982).
Le premier rôle majeur de Reinhold au cinéma fut celui de Brad Hamilton un lycéen, dans Fast Times at Ridgemont High (1982), aux côtés d'acteurs alors inconnus Sean Penn, Phoebe Cates, Forest Whitaker, Jennifer Jason Leigh et Nicolas Cage. "Je pensais que ma carrière décollerait vraiment après ce rôle", a déclaré Reinhold plus tard. "Au lieu de cela, la carrière de Sean a décollé." La guitariste et chanteuse du groupe américain Heart, Nancy Wilson, joue aussi un petit rôle dans ce film en plus d'en avoir écrit et joué la musique. 
Reinhold a eu de petits rôles dans The Lords of Discipline (1983) et Gremlins (1984), et il est apparu dans un rôle non crédité dans le clip de Pat Benatar pour Shadows of the Night.

#### Le Flic de Beverly Hillset la célébrité
La carrière de Reinhold a commencé à prendre de l'ampleur lorsqu'il a joué le détective Billy Rosewood, le jeune détective de police envoyé pour suivre et surveiller Axel Foley, le personnage d'Eddie Murphy dans Le Flic de Beverly Hills (1984).
Le succès du film a permis à Reinhold de se voir confier des rôles principaux dans Roadhouse 66 (1985), Head Office (1985) et Off Beat, mais aucun d'entre eux n'a connu un succès particulier. Cependant, Ruthless People (1986), dans lequel il tient un second rôle, connaît un franc succès. Cette année-là, il a déclaré dans une interview : « Dans mes films, je représente ce personnage de « Tout-le-monde », quelqu'un avec qui tout le monde peut sympathiser. Les gens peuvent s'identifier à un gars comme moi. »
Reinhold a essayé d'obtenir un financement pour un film adapté du roman à succès Tourist Season de Carl Hiaasen, mais il n'a jamais été réalisé. Au lieu de cela, il est apparu dans Beverly Hills Cop II (1987), qui fut un autre grand succès.
Reinhold a reçu le rôle principal dans Vice Versa (1988) mais ce film a fait un flop. "C'était vraiment la fin de ma grande carrière à Hollywood", a déclaré Reinhold plus tard. "C'est à ce moment-là que le téléphone a arrêté de sonner." Il a également développé une réputation d'être difficile sur le plateau. "J'étais gâté et j'étais arrogant", a déclaré Reinhold plus tard à propos de cette période. "J'étais très exigeant, j'avais une image exagérée de qui j'étais et j'avais la réputation d'être difficile. Et avec raison."

#### Retour aux seconds rôles
Il a eu des rôles de soutien dans Rosalie Goes Shopping (1989) et Daddy's Dyin' : Who's Got the Will ? (1990) et le rôle principal dans Enid Is Sleeping (1991) et Zandalee (1991).
Reinhold a joué dans le clip "Honestly" du groupe de hard rock canadien Harem Scarem en 1992 dans le rôle de l'intérêt amoureux masculin. En 1994, Reinhold est apparu dans Beverly Hills Cop III et The Santa Clause. Il a repris le dernier rôle du Dr Neal Miller dans The Santa Clause 2 (2002) et The Santa Clause 3: The Escape Clause (2006).

#### Carrière ultérieure
Reinhold a été nommé pour un Emmy pour un rôle dans Seinfeld dans lequel il a joué le « bavard » qui développe une obsession pour les parents de Jerry. On peut également le voir dans la mini-série épique de Steven Spielberg Into the West et a remplacé Charles Grodin dans deux films directement en vidéo de la série de films Beethoven.
Reinhold est apparu dans la satire politique de 2008 Swing Vote.
En septembre 2022, il a été confirmé que Reinhold reprendrait son rôle de détective Billy Rosewood dans le prochain Flic de Beverly Hills : Axel Foley (2024).

### Vie privée
Reinhold était surnommé « Juge » parce que, lorsqu'il était bébé, il avait l'air sévère et semblable à un juge.
Reinhold a été arrêté à l'aéroport de Dallas Love Field le 8 décembre 2016 pour conduite désordonnée après s'être opposé à une fouille par palpation par la sécurité peu de temps après sa sortie de l'hôpital à la suite d'une réaction indésirable à un médicament. Il a passé dix heures en prison et a accepté un accord de jugement différé en vertu duquel les accusations seraient rejetées dans un délai de 90 jours.

### Dans la culture populaire
Reinhold a parfois été mentionné au cinéma et à la télévision, en grande partie en référence à son prénom, Judge. Le premier exemple était Clerks: The Animated Series, où Reinhold a exprimé un juge appelé Judge Reinhold. Dans l'épisode de Becker « Procès et défibrillations », le juge qui préside s'appelle le juge (Miriam) Reinhold.
Dans Arrested Development, Reinhold, jouant lui-même, apparaît comme le juge d'une émission judiciaire fictive, une parodie de séries telles que The People's Court, Judge Judy et Judge Mathis. Dans le film Fanboys, Billy Dee Williams apparaît comme un juge de salle d'audience nommé « Juge Reinhold ».
Reinhold joue le rôle de l'ex-petit-ami, terrorisé par un amant abandonné, dans le clip de Jo-El Sonnier de 1988 pour "Tear Stained Letter".

## Filmographie

### Cinéma
- 1980 : Les Marais de la mort (Running Scared) : Leroy Beecher
- 1981 : Les Bleus (Stripes) : Elmo
- 1982 : Pandemonium : Glenn
- 1982 : Ça chauffe au lycée Ridgemont (Fast Times at Ridgemont High) : Brad Hamilton
- 1983 : La Loi des seigneurs (The Lords of Discipline) : Macabbee
- 1984 : Gremlins : Gerald
- 1984 : Le Flic de Beverly Hills (Beverly Hills Cop) : l'inspecteur William "Billy" Rosewood
- 1985 : Roadhouse 66 : Beckman Hallsgood Jr.
- 1986 : Head Office : Jack Issel
- 1986 : Le flic était presque parfait (Off Beat) : Joe Gower
- 1986 : Y a-t-il quelqu'un pour tuer ma femme ? (Ruthless People) : Ken Kessler
- 1987 : Le Flic de Beverly Hills 2 (Beverly Hills Cop II) : l'inspecteur Billy Rosewood
- 1988 : Vice Versa : Marshall Seymour / Charlie Seymour
- 1988 : A Soldier's Tale : « l'amerloque »
- 1989 : Rosalie fait ses courses (Rosalie Goes Shopping) : le prêtre
- 1990 : Daddy's Dyin'... Who's Got the Will? : Harmony
- 1990 : Un cadavre sur les bras (Enid Is Sleeping) : Harry
- 1991 : Zandalee : Thierry Martin
- 1992 : L'Ambassade en folie (Near Misses) : Claude Jobert
- 1992 : Bébé à bord (Baby on Board) : Ernie
- 1993 : Bank Robber : l'officier Gross
- 1994 : Le Flic de Beverly Hills 3 (Beverly Hills Cop III) : le lieutenant Billy Rosewood
- 1994 : Super Noël (The Santa Clause) : Dr Neal Miller
- 1997 : Last Lives : Merkhan
- 1997 : Famille à l'essai (Rent-a-Kid) : Jeffrey Shayes
- 1997 : Crackerjack 2 - Train en otage : Jack Wild
- 1997 : Panique sur la voie express (Runaway Car) : Ed Lautner
- 1998 : L'Héritage de Malcolm (Homegrown) : le policier
- 1999 : Mon frère, le cochon (My Brother the Pig) : Richard Caldwell
- 2000 : Big Monster on Campus : M. Stein
- 2000 : L'Affaire McNamara (NewsBreak) de Serge Rodnunsky : Jake McCallum
- 2000 : Ping! : Louie
- 2000 : Enemies of Laughter : Sam
- 2000 : Betaville : le général Efron Norbert
- 2002 : Frères de sang (Whacked!) : Peter Klein
- 2002 : Hyper Noël (The Santa Clause 2) : Dr. Neal Miller
- 2002 : No Place Like Home : Jack McGregor
- 2005 : Checking Out (en) : Barry Apple(baum)
- 2006 : Super Noël 3 : Méga Givré (The Santa Clause 3: The Escape Clause) : Dr Neal Miller
- 2008 : Swing Vote : La Voix du cœur : Walter
- 2009 : Dr. Dolittle: Million Dollar Mutts : le directeur de réseau
- 2012 : Comics Open : Thadeus Thorogroin III
- 2014 : I Am Potential : Dr Greg Byrne
- 2015 : My Many Sons : le coach Don Mayer
- 2015 : Highly Functional : Pete
- 2017 : Bad Grandmas : Harry
- 2024 : Le Flic de Beverly Hills : Axel F. (Beverly Hills Cop: Axel F) de Mark Molloy : Billy Rosewood

### Télévision

#### Téléfilms
- 1979 : Survival of Diana : Bear
- 1988 : Promised a Miracle : Larry Parker
- 1992 : Black Magic : Alex Gage
- 1992 : Quatre Yeux et un colt (Four Eyes and Six Guns) : Earnest Allbright
- 1995 : Fausse identité ou Le Visage de la peur (As Good as Dead) : Ron Holden / Aaron Warfield
- 1995 : Papa, l'ange et moi (Dad, the Angel & Me) : Jason Fielder
- 1997 : Panique sur la voie express (Runaway Car) : Ed Lautner
- 1998 : Floating Away : Lloyd
- 1999 : Net Force : Will Stiles
- 1999 : Au secours, papa divorce (Coming Unglued) : Paul Hartwood
- 2000 : Beethoven 3 : Richard Newton
- 2001 : Beethoven 4 : Richard Newton
- 2001 : Pulsations mortelles (Dead in a Heartbeat) : le lieutenant Tom Royko
- 2004 : Thanksgiving Family Reunion : Dr. Mitch Snider
- 2009 : Docteur Dolittle 5 : l'exécutif de la chaine
- 2013 : Beverly Hills Cop de Barry Sonnenfeld : Billy Rosewood (téléfilm sorti en ligne en 2022[réf. nécessaire])
- 2017 : Quatre Noël et un mariage (Four Christmases and a Wedding) : Russ Peterson

#### Séries télévisées
- 1979 : Wonder Woman : Jeff Gordon (saison 3 épisode 16)
- 1980 : Magnum : Seaman Wolfe (saison 1 épisodes 1,2)
- 1994 : Seinfeld : Aaron (saison 5 épisode 18)
- 2003 : Un gars du Queens : Dr. Roy Crawford (saison 6 épisode 7)
- 2004 : Monk : Alby Drake (saison 3 épisode 3)
- 2004 : Dead Zone : Le principal Rowin (saison 3 épisode 9)
- 2005 : Into the West : Douglas Hillman (saison 1 épisode 5)
- 2006 : Arrested development : Honorable Judge Reinhold (saison 3 épisode 10)
- 2008-2009 : Easy Money : Barry
- 2016 : The Detour : Davey

#### Vidéo clips
- 1984 : Judge Reinhold apparaît dans le clip vidéo de la chanson Shadows of the night interprétée par Pat Benatar. Il y joue le rôle d'un pilote de T6 (avec une casquette rouge) durant la Seconde Guerre mondiale.
- 1988 : Reinhold apparaît également dans le clip vidéo de la chanson Reach du groupe Martini Ranch (en), dont fait partie l'acteur Bill Paxton. Le clip est réalisé par James Cameron[1].

## Voix françaises
| - Edgar Givry dans : - Le Flic de Beverly Hills 2 - Rosalie fait ses courses - Bank Robber - Le Flic de Beverly Hills : Axel F. - Patrick Poivey dans : - Le Flic était presque parfait - Y a-t-il quelqu'un pour tuer ma femme ? - Nicolas Marié dans : - Zandalee - Hyper Noël - Joël Martineau dans : - Beethoven 3 - Beethoven 4 | et aussi - Éric Baugin dans Le Flic de Beverly Hills - Éric Legrand dans Gremlins - Lionel Henry dans Vice Versa - Gérard Rinaldi dans Le Flic de Beverly Hills 3 - Réginald Huguenin dans Super Noël - Bernard Demory dans Fausse identité (téléfilm) - Pierre Laurent dans Pulsations mortelles (téléfilm) - Patrick Borg dans Into the West (série télévisée) - Jean-François Aupied dans Swing Vote : La Voix du cœur |